# 1390-ті
Пізнє Середньовіччя •  Реконкіста  •  Західна схизма  •  Монгольська імперія. Роки завоювань Тамерлана.

## Події

### Україна, Литва
На початку десятиліття у Великому князівстві Литовському тривала громадянська війна між королем об'єднаної польсько-литовської держави Ягайлом та литовським князем Вітовтом. Ставлеником Ягайла в Литві був Скиргайло Ольгердович. 1391 року Вітовт уклав угоду про союз з Московським князівством. Війна закінчилася тим, що 5 серпня 1392 було укладено Острівську угоду між Польщею та Литвою, яка відновила політичну незалежність Великого князівства Литовського на чолі з Вітовтом як васалом польсько-литовського короля. Як наслідок Галичина відійшла до Польщі, а Волинь до Литви.
У 1393—1394 роках литовський великокнязівський уряд ліквідував удільні князівства в Україні (Новгород-Сіверське, Володимир-Волинське, Київське, Подільське). 1398 року литовські та українські князі й бояри проголосили Вітовта самостійним правителем держави, яка стала називатися Велике князівство Литовське, Руське та Жемайтійське.
1397 року князь Вітовт ходив на Крим, дійшов до Кафи і зруйнував Херсонес. У 1399 Вітовт підтримав поверженого Тамерланом Тохтамиша, але зазнав поразки в  битві на Ворсклі від хана Золотої Орди Едигея.
У 1395 Скиргайло Ольгердович став Великим князем Київським. У 1397 в Києві почав княжити Іван Ольгимонтович Гольшанський.
1395 року Вишгородську ікону Божої Матері перенесено до Москви.

### Московія, Новгородська республіка
1391 року новгородські ушкуйники пограбували Жукотин та Казань.
У 1392-му московський князь Василь I купив у Золотої Орди Нижній Новгород. 1395 року війська самаркандського еміра Тамерлана, розгромивши ординського хана Тохтамиша і розграбувавши Казань, повернули назад, а не пішли на Москву, що російська православна церква пояснює заступництвом привезеної до Москви Вишгородської ікони Божої Матері.
1397 року в  Москві засновано Стрітенський монастир.

### Візантія, Туреччина
1391 року імператором Візантії став Мануїл II Палеолог. Наприкінці десятиліття Мануїл II Палеолог поїхав до Європи шукати підтримки проти турків. За його відсутності титул імператора перейшов до Іоанна VII Палеолога.
Продовжувала зростати міць турків-османів, хоча в кінці десятиліття їм довелося зустрітися зі ще більшою потугою зі сходу в особі самаркандського правителя Тамерлана. На початку десятиріччя турки вже витіснили візантійців із Малої Азії й утвердились на Балканах після перемоги над сербами на Косовому полі. Почалося завоювання грецьких земель. 1391 року султан Баязид I шість місяців тримав в облозі Константинополь. У 1392 турки захопили Скоп'є, в 1393 — столицю східної Болгарії Тирново, Фессалію. Наступ 1394 року на Волощину був невдалим, але того ж року турки відновили облогу Константинополя, яка триватиме вісім років.  Папа римський Боніфацій IX закликав до хрестового походу проти турків.
1395 року турки стратили болгарського царя Івана Шишмана, але й у новому поході  султан Баязид I зазнав поразки від військ Мірчі I Старого в битві при Ровіне. Попри перемогу, Мірча Старий утік у Трансильванію. Турки посадили на правління у Волощині Влада Узурпатора.
25 вересня 1396 року в битві біля Нікополя (Болгарія) турецька армія під керівництвом Баязида I розбила війська хрестоносців, на чолі з угорським королем Сигізмундом I. Того ж року турки стратили відінського царя Івана Срациміра. Друге Болгарське царство припинило існування.Костянтин II Асень 1397 року ще проголосив себе правителем Відінського царства, вже завойованого турками.
1399 року Баязид I вторгся в Сирію, що перебувала під контролем єгипетських мамлюків. Це вторгнення розізлило Тамерлана, який теж бажав завоювати Сирію.
У 1391-му Боснію очолив Стефан Дабіша, а 1395-го Олена Груба.

### Східна Європа
1391 року  в Празі почалося будівництво Вифлеємської каплиці, призначеної для чехів. 1392 року під тортурами помер у королівському суді чернець Ян Непомуцький. Обурена знать взяла під варту короля Богемії та римського короля Вацлава IV. Регентом королівства став Йобст Моравський. 1396 року за посередництва угорського короля Сигізмунда I Люксембурга, Вацлава випустили з-під варти, але 1400 року німецькі феодали позбавили його титулу римського короля.  Новим королем обрано Рупрехта з родини Віттельсбахів.
1399 року померла Ядвіґа Анжуйська, і Ягайло залишився єдиним королем Польщі.
1391 року господарем Молдовського князівства став Роман I, 1400 — Олександр Добрий.
З 1397, після поразки Тохтамиша від Тамерлана, військо Золотої Орди очолив Єдигей.

### Західна Європа
1392 року у французького короля Карла VI стався перший приступ божевілля. Він убив чотирьох людей, пробував вбити свого брата Людовика Орлеанського, потім утік. Над королем встановлено опіку. Регентом стала його дружина Ізабо Баварська, але фактично наймогутнішою людиною в королівстві стає герцог Бургундії Філіп II Сміливий. 1394 року король звелів вигнати всіх євреїв зі своїх володінь. 1398 року  Франція відмовилася підтримувати антипапу Бенедикта XIII. Французькі війська увійшли в Авіньйон і взяли в облогу папську резиденцію.
У 1397 король Англії Річард II спробував відновити свій контроль над країною, заарештувавши лордів-апелянтів. У 1398 Річард II вислав з країни на 10 років Генрі Болінгброка, майбутнього короля Генріха IV. 3 лютого 1399 помер Джон Гонт, наймогутніша людина Англії. Король Річард II конфіскував його землі, але 29 вересня англійська знать на чолі з герцогом Ланкастерським, скориставшись тим, що король відбув до Ірландії, оголосила про позбавлення його влади. 13 жовтня королем Англії короновано Генріха IV, сина Джона Гонта.
1395 року Австрійське герцогство успадкував Альбрехт IV.
5 квітня 1398 року під керівництвом Конрада фон Юнгінгена Тевтонський орден вибив піратів (віталійських братів) з острова Готланд.

### Південна Європа
Продовжується Західна схизма. 1394 року в Авіньйоні обрано нового антипапу Бенедикта XIII.
У 1394, після смерті Неріо I Аччаюолі, Афінське герцогство відійшло до Венеції.
1395 року міланський правитель Джан Галеаццо Вісконті отримав від короля Німеччини Вацлава IV титул герцога. 1399-го він приєднав до своїх володінь Пізу та Сієну.
У 1399 Владислав Неаполітанський повернувся на трон Неаполя, змістивши Людовика II Анжуйського.
1396 року Генуезька республіка визнала себе васалом Франції за умови збереження міського самоуправління та свобод.
У 1396-му Арагонське королівство успадкував Мартін I.

### Північна Європа
1396 року протеже Маргарити Данської Еріка Померанського проголошено королем Швеції  та Данії. 1397-го утворилася  Кальмарська унія, що об'єднала Данію, Норвегію та Швецію включно з Фінляндією в одну державу.

### Азія
1391 року самаркандський емір Тамерлан завдав поразки золотоординському хану Тохтамишу в битві на річці Кондурча. 1393-го війська Тамерлана придушили повстання Музаффаридів в Ірані, поклавши край існуванню цієї династії. 10 жовтня того ж року Тамерлан взяв Багдад. 1395 року відбулася битва на Тереку, в якій Тамерлан розгромив Тохтамиша. Тохтамиш втратив престол. Військами Тамерлана знищено місто Тана у гирлі річки Дону, розграбовано Казань. 1395-го зруйновано столицю Орди Сарай-Берке. 1398 року  Тамерлан розпочав другий зі своїх великих походів — на Індію. 24 вересня його військо  перейшло Інд і увійшло в Делі.  Вони повернулися з Північної Індії, залишивши за собою значні руйнування. Внаслідок вторгнення Делійський султанат ослаб і незабаром розпався на дрібні князівства.
У Китаї продовжувалося правління з династії Мін. 1398 року імператором став Чжу Юньвень.
1392 року в Кореї встановилася династія Чосон. Столицю держави було перенесено на місце сучасного Сеула.  Ван Теджо відкрив 360 державних шкіл хянгьо по всій країні, заклавши фундамент всекорейської системи освіти. 1398 року засновано  Університет Сонгюнгван — найстаріший університет Кореї.
В Японії 1392 року завершився період Намбокутьо, час існування двох імператорських династій і розколу країни.
У Делійському султанаті 1394 року почалася громадянська війна, що розколола його на східну та західну частини. Після вторгнення Тамерлана 1398 року султанат зовсім ослаб і роздробився.
1393 року Аюттхая ще раз захопила Ангкор.
1400 року виник Малакський султанат.

### Америка
1396 року другим тлатоані ацтеків став Уїціліуїтль.

### Культура, наука
Написано Київський Псалтир — пам'ятку середньовічного книжного мистецтва України.
Жан Фруассар завершив написання своїх Хронік.
1396 року засновано Задарський університет.